# بنكسية متوسطة
بنكسية متوسطة (الاسم العلمي:Banksia media) هي نوع نباتي يتبع جنس البنكسية من فصيلة البروطية.